# Hinojares
Hinojares – gmina w Hiszpanii, w prowincji Jaén, w Andaluzji, o powierzchni 40,04 km². W 2011 roku gmina liczyła 436 mieszkańców.